# نیسان جی‌تی-آر
نیسان جی‌تی-آر، (به انگلیسی: Nissan GT-R) یک خودروی سوپراسپورت است که از سال ۱۹۶۹ توسط شرکت نیسان تولید می‌شود. نسل اول این خودرو سال ۱۹۶۹ در ژاپن با نام اسکای‌لاین جی‌تی‌آر تولید شد.
نسل دوم با ترمزهای دیسکی در هر چهار چرخ و همان پیشرانه ۱۶۰ اسبی، اسکای لاین GT-R 2000 سال ۱۹۷۳ یکی از نادرترین نمونه‌های این خودرو بود زیرا به خاطر بحران سوخت تنها ۱۹۷ دستگاه از آن تولید شد.
پس از آن نام GT-R برای بیش از ۱۰ سال ناپدید شد و در سال ۱۹۸۹ بود که GT-R R32 پای به عرضه حیات گذاشت و برای اولین بار عنوان گودزیلا در وصف این خودرو بکار رفت.
پیشرانه کاملاً مسابقه‌ای، سیستم چهار چرخ محرک با کنترل الکترونیکی و فرمان پذیری هر چهار چرخ باعث شد این خودرو یکی از مشهورترین GT-R های دوران شود.
پس از این نسل اسطوره‌ای بود که GT-R R33 تبدیل به اولین خودروی تولیدی شد که توانست یک دور پیست نوربرگ‌رینگ را در کمتر از ۸ دقیقه طی کند اما در بحث شتاب‌گیری صفر تا ۹۶ کیلومتر در ساعت به دلیل وزن بیشتر کندتر از نسل قبلی خود بود؛ و بعد از آن اسکای‌لاین R34 تولید که به یکی از ماندگارترین ماشین‌های تاریخ خودرو سازی تبدیل شد.

## تاریخچه

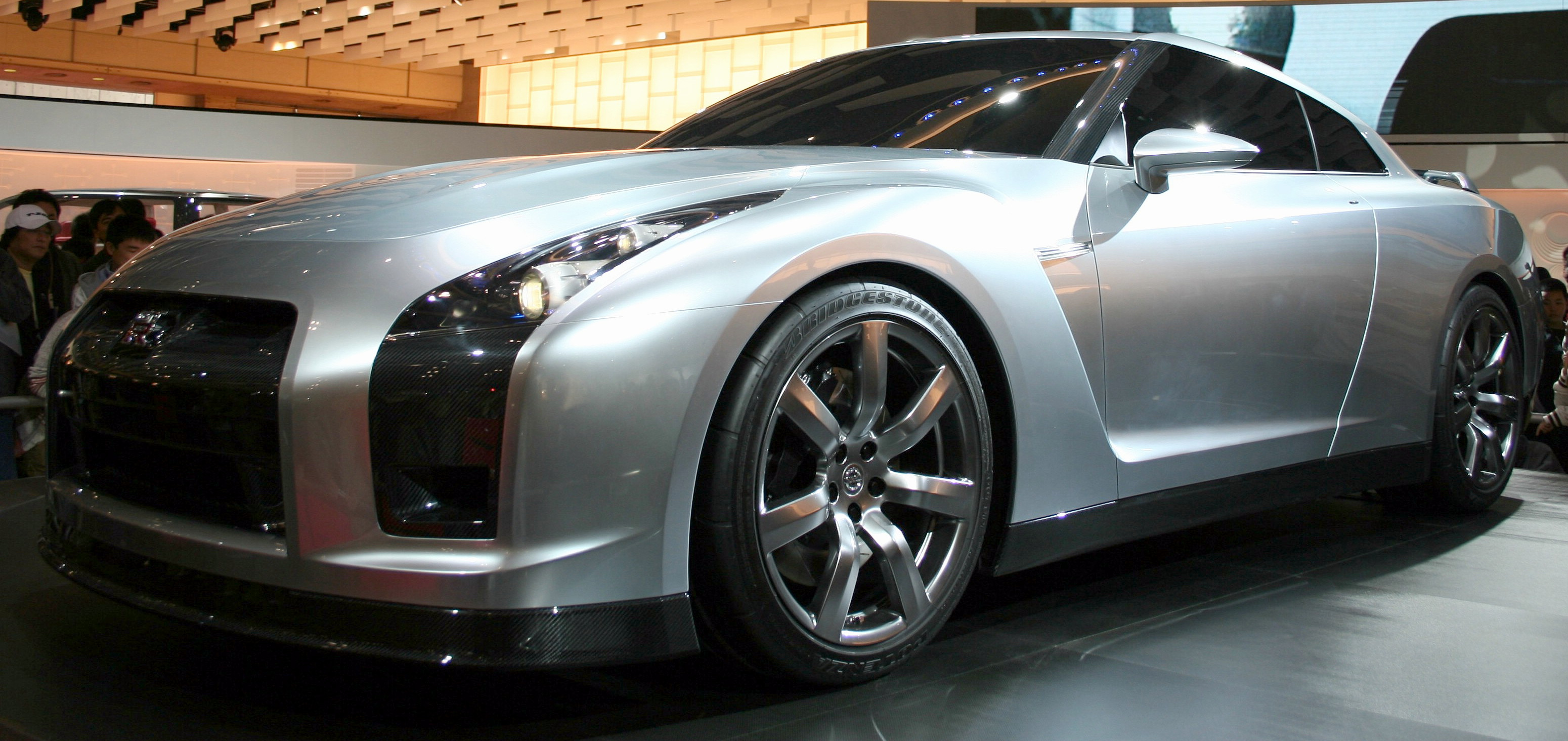
نمایش جی‌تی-آر در سال ۲۰۰۵ در توکیو

در اوایل دهه ۱۹۷۰ میلادی، نیسان دست به تولید خودروی اسپرتی با قابلیت‌های بالا به نام اسکای لاین جی‌تی-آر زد. شهرت و موفقیت‌های بدست آمده توسط این مدل، نیسان را بر آن داشت تا در دهه ۱۹۹۰ نسخه دیگری از آن را ارائه کند. اما کار مدل افسانه‌ای نیسان به همین‌جا ختم نشد.
از سال ۲۰۰۱ تا ۲۰۰۷ تقریباً هر ساله نیسان یک مدل مفهومی از جی‌تی-آر را در نمایشگاه خودرو توکیو به نمایش می‌گذاشت. اما باید گفت بازدید کنندگان با چیزی بیشتر در حد یک بدنه مواجه نمی‌شدند و از موتور و سایر مشخصات فنی آن خبری نبود. تا اینکه نیسان بالاخره اعلام کرد جی‌تی-آر جدید را در سال ۲۰۰۷ به بازار ژاپن عرضه خواهد کرد.

## مفاهیم
طراحی جی‌تی-آر به خوبی تداعی‌کننده جدش اسکای لاین می‌باشد و القاکننده حس برتری جویی فرهنگ ژاپنی است چهار چراغ گرد عقب امضا این خودرو و در تمام نسل‌ها بوده.

## طراحی

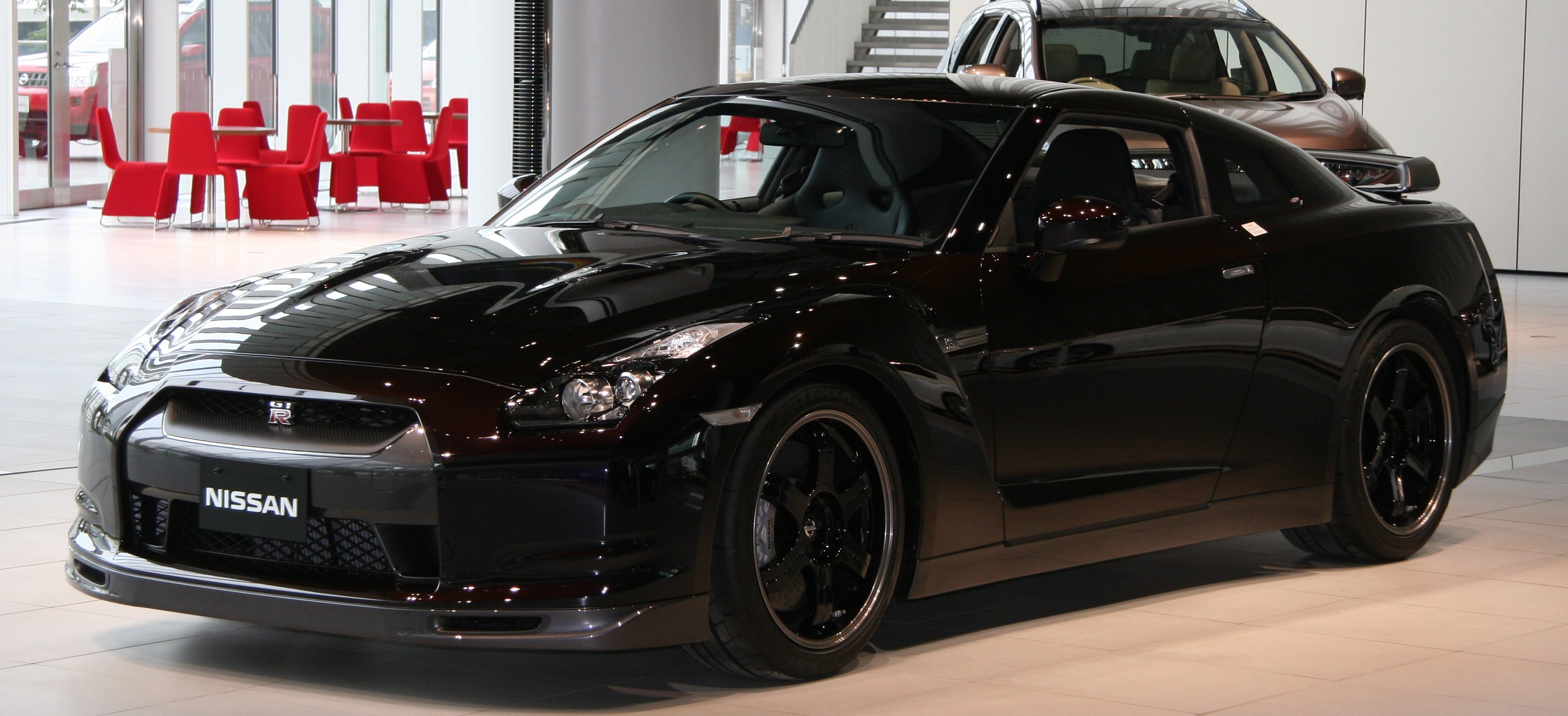
نمایش خودرو در نمایشگاه

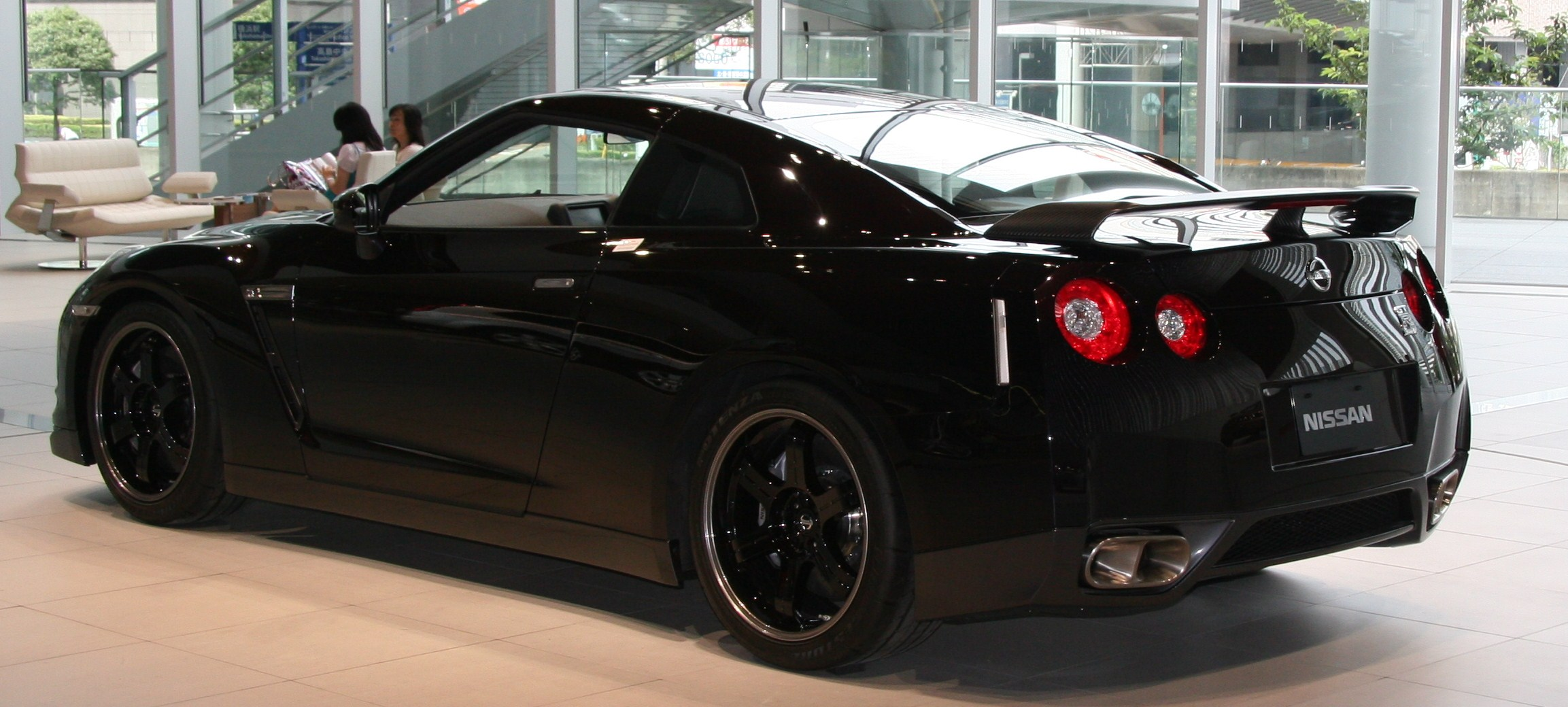
نمایش خودرو در نمایشگاه

سقف آن به گونه‌ای غیرمعمول اما جذاب به ستون عقب آن می‌پیوندد. چهار چراغ دایره شکل در عقب آن نیز نشان دهنده حفظ سنت‌های اسکای لاین می‌باشد. طراحان نیسان جهت دستیابی به بهترین دینامیک رانندگی، ابعاد اینفینیتی جی ۳۵ کوپه را برای آن برگزیدند. نیسان این بار گودزیلا را با قلبی نه چندان بزرگ اما پرتوان، به جنگ سوپر اسپرت‌های پر آوازه تر از خود فرستاده بود.
موتور ۳٫۸ لیتری با آرایش وی ۶ و بیش از ۴۵۰ اسب بخار توان که از دو توربوشارژ بهره می‌برد. بدین ترتیب می‌توان این موتور را تکامل یافته موتور نیسان زد ۳۵۰ دانست. وقتی مشخصات فنی جی‌تی-آر ۲۰۰۸ را مرور می‌کنیم، عدد ۳٫۸ را به جز حجم موتور، جلوی شتاب صفر تا صد نیز می‌بینیم. حداکثر سرعت آن نیز ۲۹۰ کیلومتر در ساعت قید شده‌است.
طراحان نیسان در کمتر از یکسال موفق شدند قدم بزرگی در ارتقای قابلیت‌های جی‌تی-آر بردارند. آن‌ها قدرت موتور ۳٫۸ لیتری آن را به ۴۸۵ اسب بخار در ۶۴۰۰ دور در دقیقه. نتیجه، رسیدن به شتاب ۳٫۴ ثانیه بود.
موتور، گیربکس و پرفورمنس
پیشرانه استاندارد ۶ سیلندر ۳٫۸ لیتری توربو دوقلوی نیسان جی تی آر مدل ۲۰۲۱ معادل ۵۶۵ اسب بخار قدرت تولید می‌کند. این موتور به یک گیربکس شش دنده اتومات و سیستم دو دیفرانسیل متصل شده‌است. در پیست آزمایشی ما، نیسان جی تی آر صفر تا صد را در ۲٫۹ ثانیه موفق شد پر کند. فرمان تیز، شاسی محکم و سیستم تعلیق قابل تنظیم آن می‌تواند حس و حال یک قهرمان اتومبیل رانی به یک راننده آماتور هنگام سواری با خودرو بدهند.